# Куніков Цезар Львович
Це́зар Льво́вич Ку́ніков (23 червня 1909, Ростов-на-Дону — 14 лютого 1943, Геленджик) — радянський офіцер, командир десантного загону, що захопив плацдарм «Мала земля», Герой Радянського Союзу.

## Біографія
Народився у Ростові-на-Дону у єврейській родині. Батько — Лев Мойсейович Куніков, випускник Харківського технологічного інституту, працював механіком у відділеннях фірми «Сіменс-Шукарт» у Харкові, Ростові-на-Дону та на Донбасі; мати — Тетяна Абрамівна Хейфіц (1875—1957), була домогосподаркою. Сестра — театрознавець Олена Львівна Фінкельштейн (1906—1971), дружина театрального педагога Володимира Львовича Фінкельштейна. Їх онука — балерина Олена Ігорівна Кунікова (нар. 1955).
У 1918 році сім'я слідом за відступаючою Червоною армією переїхала з Ростова-на-Дону в Єсентуки, а в 1920 — в Баку. Разом із батьком юний Цезар побував у Персії. У 1924 році батько з сином поїхав відновлювати доменне виробництво до Макіївки. Тут працював учнем лаборанта, лаборантом, слюсарем, токарем на металургійному заводі «Уніон-Югосталь».
Весною 1925 року вступив до комсомолу. Наприкінці 1925 року вся родина Кунікових переїхала до Москви. Тут він працював слюсарем на фабриці «Союз», потім токарем на гальмівному заводі. У 1928 році вступив до Вищого військово-морського училища ім. М. В. Фрунзе в Ленінграді. Після 5 місяців навчання важко захворів і був відрахований з училища. Після одужання проходив строкову військову службу механіком на флоті. 1930 року повернувся до Москви. У 1931 році вступив до Московського вищого технічного училища імені Баумана. З 1932 року — завідувач сектору оборонної промисловості Московського комітету комсомолу. Закінчив Московську промислову академію та Московський машинобудівний інститут ім. Бубнова. Отримавши два дипломи: інженера-організатора машинобудівного виробництва та технолога-механіка, 26-річний Цезар Львович прийшов на Московський завод шліфувальних верстатів. Почавши з нижньої керівної сходинки — майстром токарного відділення, вже у березні 1938 року був призначений головним технологом заводу. З жовтня того ж року — начальник технічного управління Наркомату машинобудування, Наркомату важкого машинобудування, директор ЦНДІ технології машинобудування, відповідальний редактор всесоюзної газети «Машинобудування». Нагороджений медаллю «За трудову відзнаку».
З початком Німецько-радянської війни старший політрук запасу Куніков вступив добровольцем до армії. Добився переведення до ВМФ у вересні 1941 року. Служив командиром 14-го загону водного загородження Азовської флотилії (згодом 13-й загін сторожових катерів). Воював біля Таганрога та Маріуполя. Під час визволення Ростова-на-Дону від німців наприкінці листопада 1941 року разом зі своїм загоном водних загорож за підтримки партизанів підірвав міст біля станції Синявка. Тим самим було відрізано шлях гітлерівців до Таганрогу. Під час цієї операції загоном було знищено велику кількість техніки та живої сили ворога. Як комбат морської піхоти активно брав участь в обороні Темрюка, Керчі. Надалі командував 305-м окремим батальйоном морської піхоти у складі Чорноморської групи військ.
За планом проведення операції «Море», для відволікання сил противника, у ніч з 3 на 4 лютого 1943 року десантний загін моряків-добровольців (275 осіб) під командуванням майора Ц. Л. Кунікова з мінімальними втратами (троє поранених, один убитий) висадився на зайнятому ворогом, добре укріпленому узбережжі в районі Новоросійська, біля сел. Станичка (м. Мисхако «Мала земля»). Швидким ударом десантний загін вибив німців із опорного пункту і міцно закріпився на захопленому плацдармі. На світанку розгорівся запеклий бій. Десантники протягом доби відбили 18 атак супротивника. До кінця дня боєприпаси закінчувалися. Становище здавалося безвихідним. Тоді загін майора Кунікова здійснив раптовий наліт на артилерійську батарею супротивника. Винищуючи гарматний розрахунок і захопивши гармати, вони відкрили з них вогонь по ворожих солдатах. Зважаючи на невдалу висадку основних сил десанту, плацдарм, зайнятий підрозділом Ц. Л. Кунікова, став із відволікаючого основним. Сім днів десантники відбивали запеклі атаки ворога. Утримуючи звільнену територію до підходу основних сил моряки вибивали (зачищали) супротивника з багатоповерхових будівель. Вперше на практиці підрозділів радянської морської піхоти Ц. Л. Куніков провів практичне навчання особового складу техніки висадки на берег у нічний час у зимових умовах, оволодіння холодною зброєю, стрілецьким та артилерійським озброєнням противника.

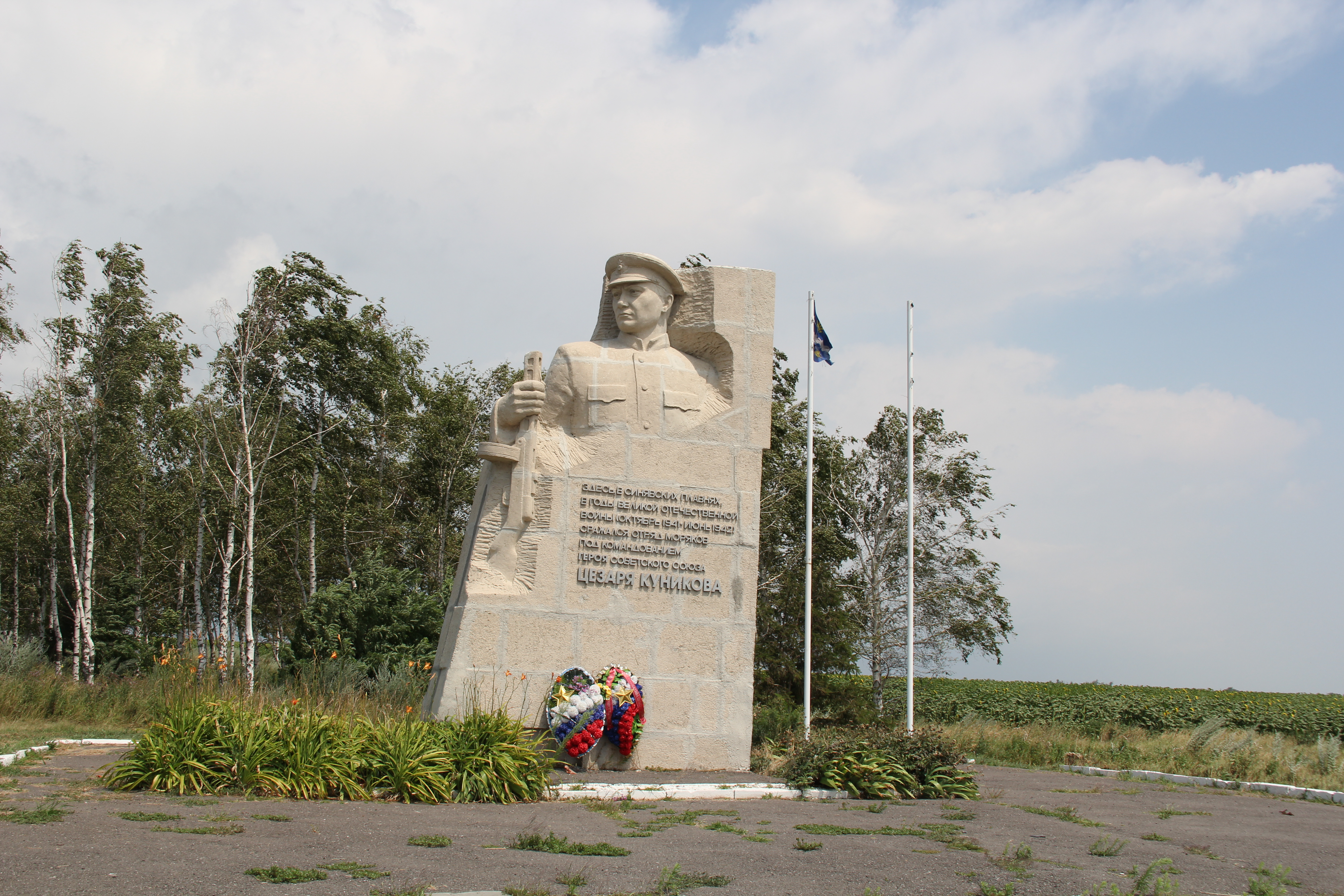
Пам'ятник Кунікову на трасі М-23 Ростов-на-Дону — Таганрог (поворот на село Синявське).
На пам'ятнику висічені такі слова: «Тут у синявських плавнях у роки Великої Вітчизняної війни (жовтень 1941 — червень 1942) боровся загін моряків під командуванням Героя Радянського Союзу Цезаря Кунікова».

У ніч на 12 лютого 1943 року Куніков був смертельно поранений вибухом «випадкової» міни на Малій землі, евакуйований до Геленджика, і там 14 лютого 1943 року помер від ран. Похований у Геленджику на міському цвинтарі, після закінчення війни прах перепохований на площі Героїв у Новоросійську.
Указом Президії Верховної Ради СРСР «Про присвоєння звання Героя Радянського Союзу начальницькому складу Червоної Армії» від 17 квітня 1943 року за зразкове виконання бойових завдань командування на фронті боротьби з німецькими загарбниками і виявлені при цьому відвагу і геройство.

## Родина
Після війни, вдова Цезаря Кунікова — Наталія Василівна, вийшла заміж за командира Кунікова — командувача Новоросійської ВМБ, віце-адмірала Георгія Микитовича Холостякова. У 1983 році, разом з чоловіком, загинула від рук грабіжників у власній квартирі у Москві (див. Справа Калініних).
У нього залишився син Юрій (1936—2003).
Внучка — Наталія Юріївна Любимова (Кунікова). Перекладач та викладач японської мови. Дружина відомого журналіста Олександра Любимова.
Онук — Юрій Юрійович Куніков.

## Нагороди
- Нагороджений орденом Леніна та медаллю «За трудову відзнаку».
- Нагороджений орденом Олександра Невського (наказом ЧФ № 18с від 07.04.1943 р.). — неточно вказано прізвище — як Куніков)

- Іменем Героя названі: вулиці в Краснодарі, Ростові-на-Дону, Азові, Геленджику та Новоросійську, великий десантний корабель Чорноморського флоту ВМФ Росії, гімназія № 2 Новоросійська, школа № 6 міста Туапсе, школа № 8 міста Геленджика, мала планета 2280 Куніков.
- Радянський письменник Л. Соболєв, будучи фронтовим кореспондентом «Червоної зірки», зустрічався з Куніковим і описав це у своїх нарисах.
- Про Цезаря Львовича письменник Петро Межирицький написав книгу «Товариш майор».
- Д. Файнштейн та А. Хірікіліс (ординарець Кунікова) написали книгу спогадів «Разом із Цезарем».
- Майор Ц. Л. Куніков згадується у книзі Л. І. Брежнєва «Мала земля».
- Куніков назавжди зарахований до списків 810-ої окремої ордена Жукова бригади морської піхоти Чорноморського флоту.
- Погруддя Ц. Л. Кунікова встановлено в Азові та в бухті Козачій, місто Севастополь.
- Згадується в оповіданні Анатолія Маркуші «Земля Цезаря».
- Меморіальна дошка встановлена на Московському гальмівному заводі.

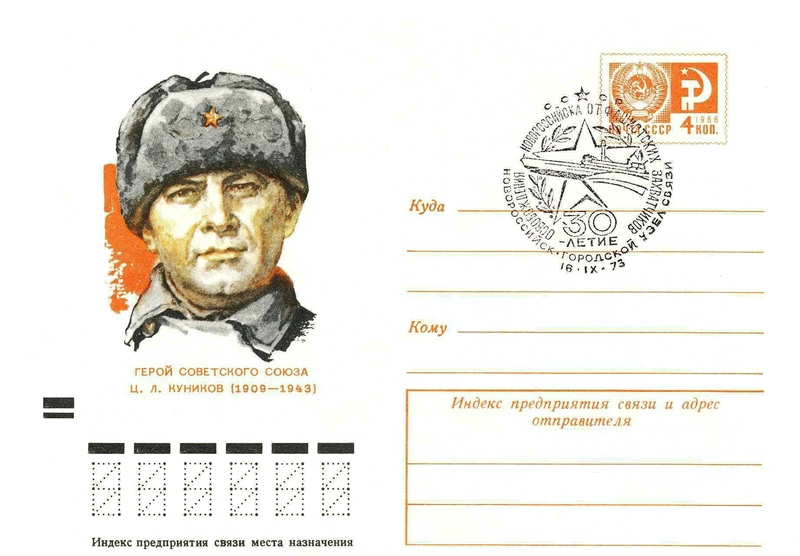
Радянський поштовий конверт, присвячений Кунікову
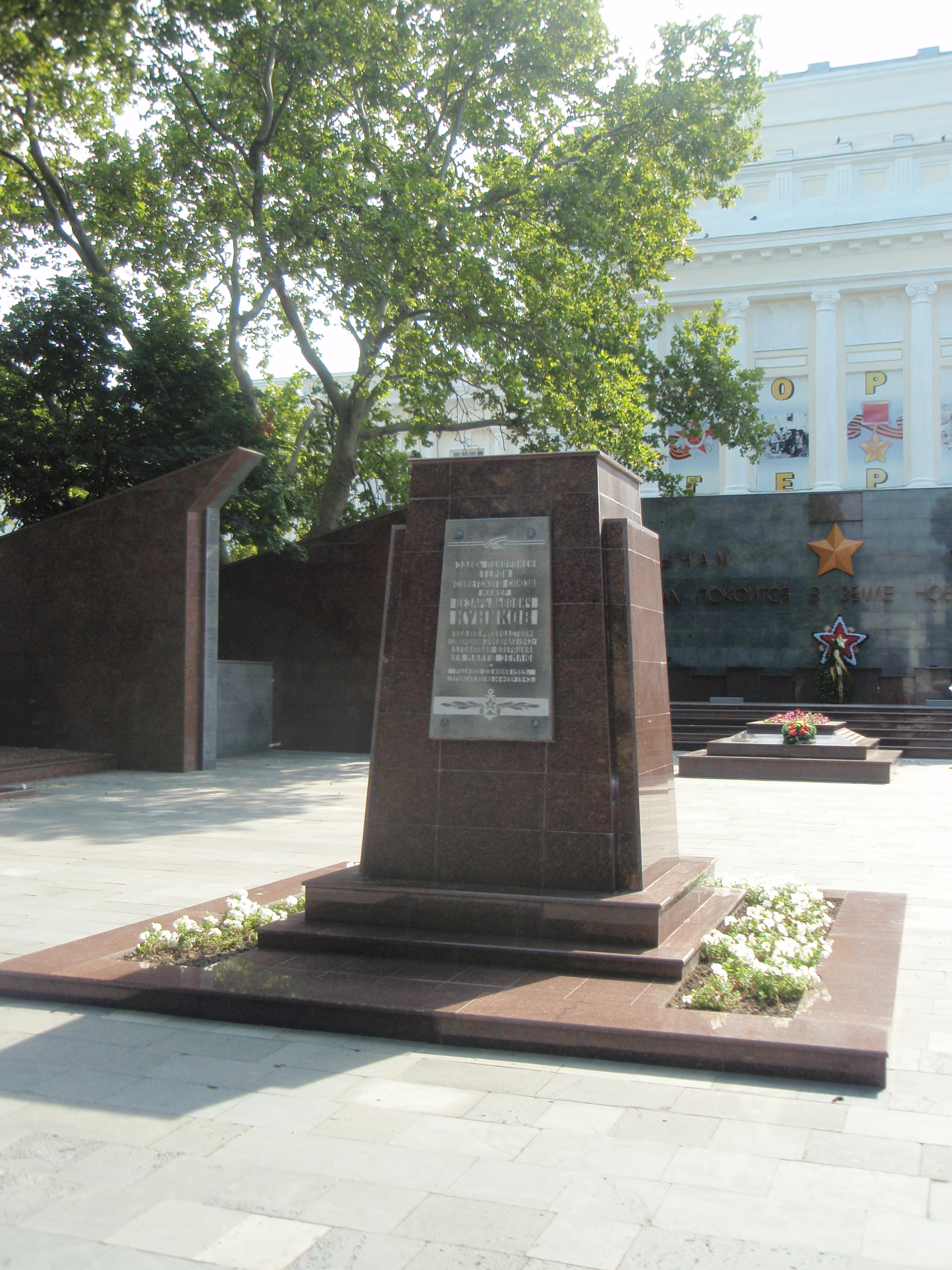
Могила Кунікова на площі Героїв у Новоросійську